# Choe Won
Choe Wonk (25 de novembro de 1992) é um futebolista profissional norte-coreano que atua como atacante

## Carreira
Choe Won representou a Seleção Norte-Coreana de Futebol na Copa da Ásia de 2015.